# Піттсгроув Тауншип (Нью-Джерсі)
Піттсгроув Тауншип (англ. Pittsgrove Township) — селище (англ. township) в США, в окрузі Салем штату Нью-Джерсі. Населення — 8777 осіб (2020).

## Демографія
Згідно з переписом 2010 року, у селищі мешкали 9393 особи в 3307 домогосподарствах у складі 2577 родин. Було 3445 помешкань
Расовий склад населення:
| - 88,2 % — білих - 7,0 % — чорних або афроамериканців - 0,9 % — азіатів - 0,4 % — корінних американців - 1,4 % — осіб інших рас |

До двох чи більше рас належало 2,1 %. Частка іспаномовних становила 4,8 % від усіх жителів.
За віковим діапазоном населення розподілялося таким чином: 23,3 % — особи молодші 18 років, 64,2 % — особи у віці 18—64 років, 12,5 % — особи у віці 65 років та старші. Медіана віку мешканця становила 41,6 року. На 100 осіб жіночої статі у селищі припадало 99,0 чоловіків;  на 100 жінок у віці від 18 років та старших — 95,0 чоловіків також старших 18 років.
Середній дохід на одне домашнє господарство  становив 87 617 доларів США (медіана — 68 785), а середній дохід на одну сім'ю — 98 825 доларів (медіана — 83 828). Медіана доходів становила 64 351 долар для чоловіків та 42 279 доларів для жінок. За межею бідності перебувало 6,4 % осіб, у тому числі 11,2 % дітей у віці до 18 років та 2,4 % осіб у віці 65 років та старших.
Цивільне працевлаштоване населення становило 4505 осіб. Основні галузі зайнятості: освіта, охорона здоров'я та соціальна допомога — 26,7 %, роздрібна торгівля — 11,3 %, виробництво — 10,1 %, будівництво — 9,9 %.